# Шурчиха

Шурчиха, Щурчиха — река в России, протекает в Белохолуницком районе Кировской области. Устье реки находится в 36 км по правому берегу реки Белая Холуница. Длина реки составляет 13 км.
Исток реки в болотах в 7 км к северо-востоку от села Прокопье (центр Прокопьевского сельского поселения) и в 13 км к северо-западу от центра города Белая Холуница. Река течёт на юго-запад, всё течение проходит по ненаселённому, заболоченному лесу. Приток — Голодайка (левый). Впадает в Белую Холуницу, по которой здесь проходит граница со Слободским районом в урочище Нижняя Мельница западнее города Белая Холуница.

## Данные водного реестра
По данным государственного водного реестра России относится к Камскому бассейновому округу, водохозяйственный участок реки — Вятка от истока до города Киров, без реки Чепца, речной подбассейн реки — Вятка. Речной бассейн реки — Кама.
По данным геоинформационной системы водохозяйственного районирования территории РФ, подготовленной Федеральным агентством водных ресурсов:
- Код водного объекта в государственном водном реестре — 10010300212111100032270
- Код по гидрологической изученности (ГИ) — 111103227
- Код бассейна — 10.01.03.002
- Номер тома по ГИ — 11
- Выпуск по ГИ — 1